# 回转企鹅罐
《回转企鹅罐》（日语：輪るピングドラム）是2011年7月开始播放的原創電視動畫，由幾原邦彦担任导演、劇本及音響監督。故事围绕着三兄妹展开，全12集。
2021年3月31日，宣布將製作10周年紀念劇場版《Re:cycle of the PENGUINDRUM》，內容為電視動畫的重新構成，並追加完全新作部分。

## 故事概要
於東京都杉並區的高倉家，住了冠葉和晶馬一對兄弟，以及患有不治之症的妹妹陽毬。當冠葉和晶馬知道陽毬餘下的壽命不長，便帶了陽毬去很久沒有遊覽的水族館。然而當陽毬買下那水族館的企鵝帽作紀念品時，她終於支撐不住……就在冠葉和晶馬均討厭「命運」令到他們和陽毬的生活落得如此下場時，改變命運的契機已從那一頂企鵝帽不斷湧出，代價是要尋找謎樣物品「企鵝罐」……
高倉兄弟於尋找「企鵝罐」的過程中遇上各種怪異的人物，其中一名是帶著日記的少女荻野目蘋果。她按著日記所載的內容與兄弟的老師多蕗桂樹交往，中間還要和情敵時籠百合對抗。另一方面，另一位名為夏芽真砂子的少女不停出手阻礙冠葉；而新的主診醫生渡瀨真悧亦在舞台上登場……
眾人的命運，到底是因家族和過去而前往一事無成的地方，抑或是打破既有的迴轉？
劇場版追加部分
一對兄弟遺忘了自己的身份，卻來到那個重要的水族館。跟隨一個嬰兒企鵝的足跡，他們來到那個同樣重要的圖書館。原來這裡是讓他們透過重要回憶完成「命運換乘」的空間，亦是幕後黑手可以作出最後干預的地方……

## 登場角色

### 主要人物[2]
高倉冠葉（CV：木村昴）
1995年3月20日生。
高倉家的大哥，和晶马同天出生。有红色短发及绿色的眼睛。就讀東京都立外圍庭園西高中，16歲。
溺爱陽毬的程度比任何人都要加倍。性格活泼和大膽，常不注意自己的发言和行為。
為了找到企鵝罐，經常指派晶馬一個人去從蘋果身上拿到秘密日記的任務。
戀愛經驗豐富，能夠輕易奪取少女芳心，且經常更換女朋友，造成這些感情受到欺騙的女性聯合起來組成「高倉冠葉戀愛受害者會」反抗他。內心其實真正深愛的人是陽毬，深信只有自己才能改變陽毬的命運。
在後來跟真砂子的交鋒中，被揭示與對方過去有不想面對的聯繫。後來揭露其實際上是夏芽家的孩子，是真砂子的親哥哥。其父親是「企鵝會」成員，在被家族唾棄下帶走兒時的冠葉。後來父親去世，高倉家因著較親密關係將之領養，成為後繼的大哥。其後一直從繼父身上學到肩負責任，亦因此涉足到父母的「企鵝會」事務，直到今天都靠著特殊身份，隱瞞兩人去拿取足以維持生計的收入。
故事後半段受到真悧的指使，重新執行企鵝會十六年前未完成的計劃，並把自己陷入黑暗，同時也剷除掉告密者及燒掉蘋果的命運日記。及後在蘋果啟動換乘後，毅然記起當年如何以命運之人的方式救出晶馬，於是全力把陽毬放置在另一個命運的列車上，然後自己的存在則被修改。後半段有出現跟他與晶馬長相相似的小孩，劇場版補充他們是透過桃果正統的青蛙魔法得以轉生。
高倉晶馬（CV：木村良平）
1995年3月20日生。
高倉家的二哥，和冠葉同天出生。有蓝色的短发和绿色的眼睛。就讀東京都立外圍庭園西高中，16歲。
溺爱陽毬。三兄妹中最具常識，對意外的適應力十分低。沒有戀愛經驗，對著女性很容易自亂陣腳，不認同冠葉與女性來往的心態。
擅長製作料理，在「企鵝罐」事件以前掌管家內事務。
為了找到企鵝罐的下落經常被冠葉指派尋找的任務，因此認為「祕密日記」就是企鵝罐的晶馬，不斷的幫助蘋果完成M計畫。過程中因為經常跟蘋果在一起行動讓周圍的人都誤認為是情侶。在最後得知M計劃其實是「Maternity」的意思後，阻止蘋果繼續錯下去動怒對她說教，導致最後為救蘋果而意外被車撞，二人以此為契機而開始有成為真正情侶的發展。
往後從水晶公主得知被選中的原因與三人過去有關。及後期望以最正常的方法解決陽毬的問題，只是面對周遭各種異常的干預，還有冠葉走上歪路的決定，一直感到無奈。
完結篇在蘋果接受換乘的處罰時，就把他推開來代替蘋果接受處罰，並改寫自己的存在。後半段有出現跟他與冠葉長相相似的小孩，劇場版補充他們是透過桃果正統的青蛙魔法得以轉生。
高倉陽毬（CV：荒川美穂）
高倉家的妹妹，被兩個哥哥視為生命一般的存在，自己也負責管理哥哥的事，沒在上學。有著蜜糖色的長髮和灰色的眼睛，經常會讓額頭露出來。
本身就體弱多病且患上不治之症被宣告时日無多，雖然冠葉和晶馬都沒說出事實但早隱約察覺自己的病情。在去水族館玩的時候未料突然死亡，卻因謎之力量而得以延長性命，並誕生出共生的異人格水晶公主，指引和揭露眾人命運的真正方向。
為人坦率和純真，擅長多種編織和刺繡，似乎討厭喝牛奶。
真實身分是十年前住在「企鵝會」所在地的公寓裡面，只記得自己名字的女孩。劇情暗示其從來沒有得到來自父母的愛。在照顧貓咪的契機下遇到晶馬，在貓咪不見後暗自決定要「獨自一人通過小孩粉碎機」，在「快被粉碎」的時候晶馬伸出援手，使之成為命運之人而逃過一劫，自此開展高倉家的生活。
意外知道冠葉為自己陷入扭曲狀態，生存意志亦因此脆弱起來，陷入長期昏迷。此狀態一度被真俐利用來控制眾人行動。完成「換乘」之後不再擁有兩位哥哥，體質與一般人無異，與蘋果成為朋友。
水晶公主／Princess of the Crystal
不明生命體，陽毬戴上在水族館所买的企鹅帽子後被其附身。十分高壓毒舌，實際上卻關心著高倉兄弟。
讓陽毬活着的關鍵，在「覺醒」時強行分離帽子與陽毬，會令陽毬進入假死狀態。會不時的「覺醒」，透過「生存戰略」的儀式，要求高倉家兄弟去取得設定不明的物品「企鵝罐」。
陽毬並沒有水晶公主「覺醒」的記憶，連其存在都不知道。
其誕生幕後包含真俐的操控。劇情最終暗示她是桃果殘餘力量和個性，與陽毬生存意志混合下所產生。狀態並不穩定，有很多意思都結合了陽毬幼時的見識而不能直接表達，直到最後才能把最準確的意思告知晶馬。
荻野目蘋果（CV：三宅麻理恵）
1995年3月20日生。
櫻花御院女子高中的學生，外表是個普通的女子高中生，私底下為了實現M計畫則會變成變態跟蹤狂以及諸多妄想症的人。
非常喜歡咖哩，本人也拿手製作蘋果咖哩，是以前荻野目家重要的家庭日「咖哩之日」的原因之一。
故事中和陽毬同是「女主角」。與陽毬意外相遇成為朋友，之後經常出現在高倉家，和陽毬關係良好。
想讓因為桃果之死而破碎的家庭回復，努力嘗試使自己成為桃果，喜歡多蕗也想讓身為桃果青梅竹馬的多蕗愛上自己，因而做出各種強硬甚至超出常識範圍內的各種行動，直到沒有命運日記以後。
在桃果的日記中寫上於未來日期之下發生的事件，讓它像命運一樣成真，達成命運日記實現所有內容以使「至愛之物成為永遠」，為了達成內容過程中經常跟晶馬一起行動讓周圍的人都誤認為是情侶。在蘋果要完成「Project M」最後的計畫時，「命運日記」遭到撕毀變成兩半，後確認奪去的人是百合。及後她又在真砂子綁架兄弟兩人時交出了另一半。
之後透過僅有記憶，再在網絡補完日記中曾經提及有關青蛙魔法的資料，讓多蕗服下自製的春藥，使對方愛上自己；當多蕗撲倒自己時卻因為恐懼，反而拒絕發生性關係；之後被提早回家的百合點出，自己真正喜歡的人是晶馬。
其後從晶馬口中得知，當年桃果是被身為「企鵝會」幹部的高倉家父母，在地鐵所安裝的炸彈炸死，屍骨無存。再跟多蕗交談後選擇放下，不再以「成為桃果」為目標；並用手機對父親再婚給予祝福；但亦是此舉讓多蕗更確定自己應該如何向高倉家復仇。
故事後期被百合約出來，於咖啡廳接受被奪走的一半日記，但在中途的水族館內被冠葉安排的黑色泰迪罐炸傷，日記也被燒毀。最終來到列車上喊出了關鍵的咒語並開始接受代價處罰，然而晶馬出面代為接受處罰後存活了下來。在失去相關「換乘」記憶下留有傷疤，與陽毬成為朋友。

### 企鵝
高倉家某天通过快递得到三隻企鵝，只有高倉家的人才看得到其样子。每隻都有標記號碼，誇張地反映擁有者的性格。
另一方面，真砂子亦有一隻形象截然不同的企鹅。
企鹅1號（CV：木村昴）
冠葉的伙伴。有著貌似大叔的粗眉，十分好色。
企鹅2號（CV：木村良平）
晶馬的伙伴。沒有臉部特徵。擅長煮食和進食。看見蟑螂之類的蟲就會拿殺蟲劑去撲滅。
企鹅3號（CV：荒川美穗）
陽毬的伙伴，被稱為「小三」（サン ちゃん，羅馬拼音：San Chan）。綁上了紅絲帶，有眼睫毛。擅長編織。對Double H和時籠百合有很大興趣，收藏了相關的雜誌。
綠翡翠（CV：堀江由衣）
真砂子的伙伴。黑色毛髮較長，雌性特徵明顯，在他人面前充滿殺氣。
布丁啾企鵝（CV：上坂堇）
劇場版中桃果的伙伴。具有嬰兒特徵，沿路導引高倉兩兄弟到達圖書館，一度被真俐以企鵝標貼控制，最終復原。

### 次要人物
夏芽真砂子（CV：堀江由衣）
1995年3月20日生。
夏芽控股企業的領導人，擁有數不清的財富。
口頭禪是「真討厭，不快點碾碎的話……」。
跟隨某人指示進行影響命運的計劃，大多數是影響冠葉。後證實是真俐。
使用怪異的槍，向人射出印有企鹅標記的球，能夠令人的記憶消失或恢復。
曾經為了將剩下一半的「命運日記」拿到手將晶馬給綁架起來，威脅冠葉和蘋果交出日記，綁架過程中引誘冠葉進入漆黑的密室中並強吻。後來揭示實際上是冠葉的孿生妹妹，所以髮色、眼睛都與冠葉相似。對於陽毬感到嫉妒。
自己的父親被指因為性格怯懦，被祖父逐出家門，遺下自己與出生不久的弟弟。及後對方肆意破壞二人的心靈寄託，又不斷被強求去做不符年齡的事情，使之一直非常憎恨自己的祖父，多次夢到祖父被自己暗殺。隨後真砂子在祖父猝死而意外成為當家，並要面對弟弟病重的問題，在其中遇上了真俐的協助。可是及後她在一次瀕死體驗得知父親被利用的真相，並得知冠葉也正在為「企鵝會」賣命。當下拒絕真悧的邀請，不願為「企鵝會」效力，並希望將冠葉拉回正途。
為了拯救正陷入黑暗的冠葉中途受到重傷，後來被真俐以收回一半日記作條件得以療癒。在完結篇「換乘」後失去大部分與冠葉重遇的記憶，僅餘美好的印象。
渡瀬真悧（CV：小泉豐）
中央圖書館天空之孔分室的司書，擁有夢幻般粉紅色的長髮與女性般的容貌。引導陽毬參與「生存戰略」，對他人自稱「幽靈」。
於現實世界中為陽毬的新主診醫生，小說版中暗示他對桃果有好感。
事實上為反派神秘組織「企鵝會」的領袖，本作之幕後黑手。劇情不停暗示其超常力量是「破壞」正常命運的發展，靠著群眾黑暗的欲望所推動。95事件當時為鷲塚醫生的助手，為一次「南極任務」的伙伴。暗地裡與企鵝會其他成員，想藉由大規模毀滅行動，摧毀奉行極端社會達爾文主義，視人命如草芥的世界。不過其計劃卻受到擁有對立力量的桃果阻礙，結果真悧與桃果彼此互相封印：真悧變成兩隻黑色兔子，桃果則變成兩頂企鵝帽。
因著兩隻黑色兔子的力量仍然較強，真俐仍有能力在眾人面前展現並作出影響。其及後把兩頂企鵝帽交予夏芽與高倉兩邊，利用桃果殘餘的力量，讓兩邊垂死的家人都得到虛偽的希望。
故事後期由此成功以陽逑生命迫使冠葉屈服，並在背後指揮冠葉進行各種暗面活動，目的是希望藉由摧毀桃果的日記去毀滅世界。結局對於計劃的失敗及桃果的再度離去，感到十分落寞。
劇場版補充其在高倉兩兄弟命運轉乘的過程中仍未心息，趁著桃果全身投入去幫助回憶過去時，佔據新生嬰兒企鵝去迷惑身為故事閱讀者的他們。最終仍敵不過兩兄弟拯救妹妹的情感，並被桃果輕易除去象徵其執念和力量的標貼，塵封於變得透明並荒廢的圖書館中。
多蕗桂樹（CV：石田彰）
晶馬和冠葉的班主任，外表斯文，平時帶著眼鏡。小時候已跟荻野目一家有相當親密的關係，與蘋果的姐姐桃果是青梅竹馬。
興趣是野鳥觀察，喜歡吃蒙布朗。小時候被母親強迫繼承彈琴的成就，在更有天賦的弟弟奪去焦點後一度自殘，得不到母親關懷而打算「進入小孩粉碎機」，最終倚賴桃果的鼓勵脫離小時候的痛苦。
為了當年的桃果之死而要向高倉劍山復仇，察覺到蘋果和高倉家有來往後，便利用假裝相愛的百合，讓其帶著對桃果的執著去影響對方；又向冠葉以妹妹的性命作為威脅，並逼問出劍山的去向，直至看到冠葉拼命保護妹妹的精神而反悔。後期跟蹤冠葉至小餐廳卻發現其仇人的骨骸時，與跟在後面的百合感嘆原來復仇早已結束。最終明白桃果留下的心意，與百合成為真誠的夫妻。
時籠百合（CV：能登麻美子）
多蕗及桃果的青梅竹馬，蘋果的情敵。有一頭漂亮的金色波浪髮。
劇情暗示其為沒有通過正統醫學處理的跨性別人士，為單身父親所帶來的惡果。過去倚賴著桃果使用力量，才能將可能致死的過程弄停，並除去了父親的存在。
「劇團」虹組的娘役，與劇團主役有染而得到高位，在宣布與多蕗正式結婚後引退下來。
與多蕗定期交往中得悉蘋果持有「命運日記」，決定與其確立正式的關係，進而接近那本日記去復活桃果。後來更甘願騎著重型機車搶奪，因此讓日記分裂為兩半。
事後發現多蕗只是一心利用其去引出高倉一家而感到不滿，但仍追蹤其步伐。期間也交還一半日記予蘋果，指明有些事只有荻野目一家才做得到。在發現仇人已死的真相後，明白桃果留下的心意，與多蕗成為真誠的夫妻。
Double H（CV：渡部優衣（伊空雲雀）、三宅麻理恵（歌田光莉））
人氣偶像組合，成員是伊空雲雀及歌田光莉。
過去和陽毬是好朋友，並立志一同成為偶像，惟陽毬後來被迫退學，令進軍偶像的只剩下二人。他們後來找到陽毬的住址，期待在未有工作的某天可以再與其談笑風生。
原定組合名字Triple H是他們三人一同決定。本作的插入曲就是以這個名義跟陽毬「共演」。

### 角色家人
高倉劍山（CV：子安武人）
高倉家的父親。積極保護家人。神秘組織「企鵝會」幹部之一，本作三年前與妻子出門後失踪。
曾多次與妻子千江美在一間小餐廳裡與冠葉聊天並命令部下給予醫藥費。但後來陽毬與多蕗發現其已是作古的狀態，間接證明冠葉一直只倚賴其過去強大的印象，迫使自己為「企鵝會」做事。
高倉千江美（CV：井上喜久子）
高倉家的母親。神秘組織幹部之一，本作三年前與丈夫出門後失踪。
也有與丈夫劍山跟冠葉在小餐廳聊天的畫面。
池部叔父（CV：田中秀幸）
父親離開後照顧高倉家的主要親戚，為他們提供居所。
荻野目聰（CV：立木文彦）
荻野目家的父親。與妻子分開，跟蘋果的關係越來越疏遠。
對於蘋果來說，父親是家庭幸福的象徵。
後來認識了新的對象，並在蘋果的眼前同意向對方結婚，給予蘋果內心不小的打擊。
荻野目繪里子（CV：深見梨加）
荻野目家的母親。與丈夫分開後寄情工作，跟蘋果不太親密。
過去較著重桃果，曾因此與丈夫爭坳。
荻野目桃果（CV：豐崎愛生）
荻野目家的姐姐，輪廓和蘋果相似，頭髮為桃紅色，在蘋果生日時死於95年事件。
其幼時已深明自身具有代表「創造」命運的超常力量，進而可改寫世界實際運作。後將之寄託於日記當中，使用時需要以自身受傷作為代價。
在95事件封印渡瀨真悧的同時，也被渡瀨真悧封印而變成兩頂企鵝帽。後來帽子被尚餘一些力量的真俐拿走，讓其殘缺力量和個性附身於陽毬與萬里夫之上，務求以改寫二人猝逝的命運，引誘兩家家人鋪墊出更大的破壞。對此狀況無能為力，只能透過水晶公主的變質舉動去嘗試提醒眾人。
在蘋果成功發動換乘後重獲自由，得以成為真俐般的「幽靈」存在，在一切成功被阻止後毅然離開舞台。
劇場版補充她中途其實重新前往中央圖書館天空之孔分室擔當司書。其察覺到冠葉與晶馬的命運轉乘尚未完成，於是以正統的青蛙和日記魔法，提醒帶領他們走到最後的過去執念。完成後留意到真俐從中作梗，以不費吹灰之力再次將其擊退，才正式離開。
夏芽万里夫（CV：荒浪和沙）
真砂子的弟弟，金髮藍眼，曾於陽毬去世當天於水族館出現。一直都戴著企鹅帽。
在真砂子的回憶中，某一日晚上一度被祖父左兵衛的亡魂附身，脅迫真沙子執行過去令其猝死的挑戰，不然就不保證萬里夫的安危。
貌似患上跟陽毬一樣的大病，但在完結篇的「換乘」後與尋常人無異，這時才從真砂子得悉哥哥冠葉的存在。
連雀（CV：中原麻衣）
服侍夏芽家多個世代的女僕。含蓄的裝束背後意外是個大美人。
夏芽左兵衛（CV：糸博）
真沙子的祖父。長相不詳。是追求極端活動的人，要求家族成員都有其敢死精神，最後亦因此而死去。
生前勤練劍道。口頭禪是「我絕不會被碾碎的！」，似乎真沙子的口頭禪就從這裡來的。
百合父（CV：内田直哉）
追求西方雕塑藝術的人，特別是破體藝術。在桃果的「換乘」生效後突然不見蹤影。
多蕗母（CV：久川綾）
追求音樂藝術的人，特別是完美的鋼琴演奏。喜歡有才華的人，因多蕗的父親沒有才華，在生下桂樹後和他離婚，並和新銳作曲家再婚生下桂樹的弟弟。

### 其他
黑兔子（CV：岩崎愛、高城元氣）
一對可以化為小孩子的黑毛兔子，內心亦是十分黑暗的，平日充當著真俐的跟班。實際上是真俐被桃果封印後的形態，但似乎封印不久已被真俐搶回意識上的主導。隨著企鵝會行動再度活躍，兩隻兔子最終亦很自然地化為真俐的一部分。
鷲塚醫生（CV：屋良有作）
陽毬的主診醫生。
結城翼（CV：朴璐美）
與百合作為最佳演出夥伴的人，內裡隱含肉體關係，得知百合的秘密。
在百合跟多蕗結婚後認為百合要背叛他遠去就心懷悔恨，去跟蹤百合到多蕗所在的小餐廳，企圖要對百合行刺，然而沒有成功。
久寶阿佐美（CV：早見沙織）
雜誌的專用模特兒。被冠葉拋棄的前女朋友。與唯和千鶴結成「高倉冠葉戀愛受害者會」。
被夏芽刻意安排在赤坂見附站遇上意外，經治療後又被夏芽的射槍消除殘餘的記憶。
唯（CV：松嵜麗）
千鶴（CV：阿久津加菜）
「高倉冠葉戀愛受害者會」成員，同被夏芽的射槍消除記憶。
山下洋介（CV：坂卷亮祐）
晶馬的好友，長期不露面。
藤代萬里（CV：山村響）
柏木雪菜（CV：生田善子）
蘋果的好友。

## 用語及世界觀
企鹅帽
原為十分普通的水族館紀念品，但在陽毬和萬里夫身上可以引導出他們另一種較高傲而又充滿欲望的人格。陽毬所戴的是屬於公主的皇冠，萬里夫所戴的是屬於王子的皇冠。
真悧指出，這是「命運婚禮的專用頭飾」。後來證實是桃果被其封印時化成的產物，殘餘著對方的力量和個性，但程度不及真俐被封印時出現的黑兔子，只能以變質的方式呈現和被利用，直到最終話才能解放。
企鹅罐（Penguin Drum）
水晶公主要求高倉兄弟尋找，但沒有實質概念的謎樣物品，是陽毬能否續命的關鍵。起初以為是蘋果的日記，但在最終話才說出，是當年先後聯繫兩兄弟和陽毬的「蘋果芯」。
泰迪罐（Teddy Drum）
於水晶公主結界打開時，從書筒形的火箭射出，然後從一個美麗的籠中解放出來的熊型機械裝置。有著黑白兩對。白色泰迪罐是公主的舞台，黑色泰迪罐是牽引者的站台，需要戴上手銬和面對隨時向下脫出的危險。
在實際生活中，這是Penguin Force和Kiga的產物之一。
生存戰略
企鹅帽衍生人格所說出的話，可以按字面直接解釋。
這是相關奇幻場景的名稱，同時為劍山作演說時的暗號，亦為通往命運所到之地前需要經過的某個過程。
命運之人
被某人以至某個世界選中，作為一同生活下去，甚至終身結合的伴侶。選擇者會準備「命運之果」，把它獻給命運之人。有人把挑選視為整個關係發展的終結，但亦有人把其視之為整個關係發展的開始。
命運之果
直指「蘋果」。於城鎮內有著一個傳說——為了愛而作出莫大犧牲的人，將會得到命運之果的獎勵。據說其能力可以戰勝死亡與碾碎，因此亦可視之為生命力的象徵。
分割後的命運之果亦代表其深層意義上的分割。到達被分享者手上時，命運之果會還原至完整無缺的形態，直至回歸分享者時才會顯示其根本的份量和形狀。
真俐曾經從具有藥物標貼的命運之果抽取藥劑，延續陽毬性命。這種命運之果的生命力極可能是利用魔法製成，並不屬於任何人，效果短促。
命運日記
桃果擁有的一本魔法日記，本作眾人所追求的事物。
表面上記述桃果過去和未來所遇見的生活大小事，特別是跟多蕗生活的事情；實際上記載的都是命運「換乘」的咒語，最重要的一條咒語關乎著命運之人和命運之果的規則。猶如水晶公主的狀態，日記大部分內容在桃果被封印時都處於很易被曲解的狀態。
使用日記者需要犧牲自己的身體，改變程度與身體損傷屬正比例。「換乘」亦有一些類似瑕疵或特別注定的事物，令部分人留有「換乘」之前的記憶，很視乎使用者本身的決意。
最重要的一句咒語是「讓我們一起品嘗命運的果實吧！」。
命運列車
真俐經常佈下的列車型結界，在內裡引導角色依循他所定下的計劃。除了陰暗色彩和圍繞95轉圈的環狀線外，與一般列車無異。
最後跟即將發生事件的現實世界列車同步起來。意象原型取自《銀河鐵道列車》。
命運所到之地
眾人認定的某個結果，可以用「換乘」去改變。真俐經常提起這一個用詞。
冰之世界
世界的其中一個稱號。隱喻味甚濃，冰的冷凍和在冰域中生活的企鵝都是關鍵的喻體。
Pingroup Inc.
以一般企鵝作標誌的公司，代表某個於東京具影響力的集團，掌管多個企業，隱喻這個世界被某些龐大權力的人壟斷。標誌曾在中央圖書館出現。
Penguin Force、Kiga／企鵝會
分別以皇帝企鵝和黑白臉企鵝作標誌的組織，一個繼承另一個的目標。策劃95年事件，在期間因為政府干預而曾經發生改組，並轉為地下活動。
意外地有著龐大的資金，疑似是來自明面的大企業Pingroup Inc.。資金都用作研究超越平常生活的科技，亦有些是在組織高層得知某些魔法而弄成的。
現實中，日本奥姆真理教與此有所聯繫。故事中有關描述，可謂作者對於其如何壯大的一個假說。
企鵝球
分有紅色、藍色、橙色和白色四種，效用分別是令人喪失記憶、令人恢復記憶、爆炸和一般攻擊。
可以放在彈弓槍射出，配以激光瞄準目標，另可配置腳架。最新科技則是以智能手機遙距操控發射器。
Penguin Force貼紙
該組織內一大魔法器具，貼上去會被封印。
小孩碾碎機
冷酷無情，充滿抽象意念的空間。因為家族長輩有著錯誤的期望、想法以至行動，令小孩無法在社會上立足，最後只能來到碾碎機前接受變化，等待變成未來的透明人，甚至迎接死亡。
多蕗和陽毬都曾經險被碾碎，後因被選為命運之人而得救。
碎片
玻璃碎片是小孩碾碎機的一大產物。儘管經過碾碎的人無法在社會上立足，他們的行為依然會影響到身邊人以至下一代。那種仿如「罪」和「罰」的事物就以玻璃的形態存在，大部分時候都是由眾人的身體背負。
而於企鵝會發生的事亦觸發到一些血色企鵝碎片的存在。這是因為在沒有得到世界肯定下，企鵝會所作的事是一種「牽涉生命的大罪」。
解放碎片影響是一個既漫長又極度痛苦的過程。
95
1995年，是代表本作中一個重要的事件。
映射現實中同年發生過的東京地鐵沙林毒氣事件。
TSM荻窪線
TSM為東京架空地下鐵（Tokyo Sky Metro）的簡稱，是本作人物的最主要交通工具。
95年事件後，在十年前重建而成，設計有如架空纜車，路軌設於上方。
原型為東京地下鐵公司丸之內線。
水族館
本作中不少人物前去的旅遊景點，可視為他們命運牽連的一個契機。企鵝會的一個基地設置在附近。
中央圖書館 天空之孔分室
陽毬夢中的不可思議圖書館。圖書館本身在其生活中存在，但天空之孔分室是企鹅3號於水族館引領到達。
真俐聲稱只有命運挑選的人才可來到這圖書館，接受命運的洗禮。實際上，遊走在圖書館的都不是平凡人，不論世界如何改變，他們都注定擁有可顛覆世界的魔法。他們可以用靈活體或附物的形態出現在實在的生活中。
離開某一分室，代表被挑選者放棄以其身干預某一世界的權利，邁向一個新境界。
箱子
真俐主張，把每個人困著的某個存在。雖然每一個人都在一體的世界內，但他認為人的幸福和未來早就被世界、身邊人、以至背景等等所限制。他認為只有強行破壞大量箱子才可以把這個世界的錯誤修正。劇情最終暗示箱子就是「命運」。
今天的標語
TSM列車上不停播放的影片，每天更新，內容與乘客的日常生活有各種關係。由Double H的Q版形象協助演出。
咖哩之日
每月的20日，原為荻野目家重要的家庭日。3月的咖喱之日是桃果的死忌和蘋果的生日，因而漸漸被各家庭成員遺棄。
蘋果咖哩
荻野目家製作咖哩的獨門秘方，後來蘋果讓陽毬學會。
蘋果的妄想
對著一些難以一時接受的情節，蘋果會予以各種歌劇式的妄想，形式包括公主向白馬王子爭寵的故事、由絨毛娃娃演繹的劇場、以及西部槍手的故事等等。
Project M
蘋果和真砂子分別進行的謎之計劃。
蘋果指出其M計劃是「Maternity」的意思；而真砂子的M計劃很大可能是指其弟万里夫。
M之悲劇
百合演出的高人氣戲劇，亦是她闊別的作品。
故事描繪法国的末代皇后玛丽安东涅特在法国大革命中的悲剧。時笼百合在其中扮演玛丽皇后。造型设计方面借鉴了早期风行的少女漫画凡尔赛玫瑰中的人物设定。
劇中演出的插曲，玛丽皇后向菲尔迅伯爵道别并倾诉衷情的歌唱，是整部剧作的高潮。
青蛙戀愛法術
網上流傳的戀愛魔藥製作方法，需要極端的環境和怪異的魔法陣。其中兩種為蘋果所使用，使用原因是在於桃果的日記有所提及。
製藥的過程和得出的結果都是極為嘔心的一件事。
劇場版補充其實存在正統的青蛙魔法，並不局限於戀愛，而是能夠完整左右人類的「命運」。意象原型取自村上春樹的短篇《青蛙君救東京》。
瑪莉與三隻棉羊
晶馬用來形容他們家族命運的故事，細節和童話版本有顯著不同。
籠中小鳥
多蕗初期被母親鼓勵而送給他的小鳥，連帶古典的鐵籠，從此與多蕗的命運連結起來。
高倉家
被多塊彩色圍板蓋住表面的一間和式單層屋，擺放的東西包羅萬有，色彩繽紛，其中陽毬的個人睡房更是最華麗曯目的部分。庭院是一個小型遊樂場。
夏芽家
過去是龐大的家族，投資種類繁多兼遍佈全球。家宅是一間古老大屋，內裡除了各種貴族傢俱和日常用品外，還有突顯歷代成員口味的藝術品。
家族觀念偏重和十分古舊，歷代當家往往是佔有慾過重的人。在真砂子掌管後似乎逐漸改變。
「東京鐵塔」
原為百合父親所建造，一座仿似大衛像的高塔。經「換乘」後成為目前類近現實的樣子。
都立外苑西高中學校
高倉兄弟的學校，最接近地下鐵站的新宿御苑前站。
櫻花御苑女子高中學校
蘋果的學校。

## 工作人员
- 原作：Ikunichowder（イクニチャウダー）
- 原案、監督：幾原邦彦
- 總导演：中村章子
- 副監督：山崎
- 系列構成、劇本：幾原邦彦、伊神貴世
- 角色原案：星野
- 角色设计：西位輝實
- 概念设计：中村章子、柴田勝紀
- 色彩設計：辻田邦夫
- 美術：秋山健太郎、中村千惠子
- 图标设计：越阪部
- 編輯：西山茂
- 音響監督：幾原邦彦、山田陽
- 音響効果：三井友和
- 音樂：橋本由香利
- 音樂制作：STARCHILD
- 制作人：池田慎一、丸山博雄
- 动画制作人：
- 动画制作：Brain's Base
- 製作：PINGROUP、MBS

## 歌曲
片头曲
（第1－14話）
作詞、作曲：+α，編曲：江藤直子，歌：地下鐵管弦樂團（相對性理論）
（第15－23話）
作詞、作曲：+α，編曲：江藤直子，歌：地下鐵管弦樂團（相對性理論）
片尾曲
「DEAR FUTURE」（第1－9、11－12話）
作詞：岩里祐穂，作曲、編曲：NARASAKI，歌：coaltar of the deepers
「DEAR FUTURE feat.Yui Horie」（第10話）
作詞：岩里祐穂，作曲：NARASAKI，編曲：WATCHMAN，歌：堀江由衣、coaltar of the deepers
（第13、15、18話）
作詞：石橋凌、白浜久，作曲：白浜久，編曲：橋本由香利，歌：Triple H（渡部優衣、荒川美穂、三宅麻理恵）
第9話作插曲使用
「Bad News 」（第14、17話）
作詞：石橋凌，作曲：田中一郎，編曲：橋本由香利，歌：Triple H（渡部優衣、荒川美穂、三宅麻理惠）
（第16話）
作詞：石橋凌，作曲：田中一郎，編曲：橋本由香利，歌：Triple H（渡部優衣、荒川美穂、三宅麻理惠）
（第19話）
作詞、作曲：白浜久，編曲：橋本由香利，歌：Triple H（渡部優衣、荒川美穂、三宅麻理惠）
「Private Girl」（第20話）
作詞、作曲：Ryo、Hisashi，編曲：橋本由香利，歌：Triple H（渡部優衣、荒川美穂、三宅麻理惠）
（第21話）
作詞、作曲：石橋凌，編曲：橋本由香利，歌：Triple H（渡部優衣、荒川美穂、三宅麻理惠）
（第22話）
作詞、作曲：Ryo、Hisashi，編曲：橋本由香利，歌：Triple H（渡部優衣、荒川美穂、三宅麻理惠）
「HEROES 〜」（第23話）
作詞、作曲：白濱久，編曲：橋本由香利，歌：Triple H（渡部優衣、荒川美穂、三宅麻理惠）
插曲
「ROCK OVER JAPAN」（第1－3、5－7、16－17話）
作詞、作曲：Ryo、Hisashi（ARB），編曲：橋本由香利，歌：Triple H（渡部優衣、荒川美穂、三宅麻理恵）
（第5話）
作詞、作曲：石橋凌，編曲：橋本由香利，歌：Triple H（渡部優衣、荒川美穂、三宅麻理恵）
（第7話）
作詞：（幾原邦彦、伊神貴世），作曲：橋本由香利，歌：時籠百合（能登麻美子）

## 各話列表
| 話数         | 日文标题 | 中文标题                   | 劇本                                | 分镜                                         | 演出                       | 作画監督                                                     |
| ------------ | -------- | -------------------------- | ----------------------------------- | -------------------------------------------- | -------------------------- | ------------------------------------------------------------ |
| 1ST STATION  |          | 命運的鐘聲響起             | 幾原邦彦 伊神貴世                   | 幾原邦彦                                     | 中村章子                   | 西位輝實                                                     |
| 2ND STATION  |          | 危險的生存戰略             | 幾原邦彦 伊神貴世                   | 山崎                                         | 山崎                       | 加加美高浩 蒲原遙                                            |
| 3RD STATION  |          | 接著把我華麗的吃下…        | 幾原邦彦 伊神貴世                   | 柴田勝紀                                     | 柴田勝紀                   | 中村深雪                                                     |
| 4TH STATION  |          | 飄落的公主                 | 幾原邦彦 伊神貴世                   | 金子伸吾                                     | 金子伸吾                   | 田村正文 進藤優                                              |
| 5TH STATION  |          | 所以我才這樣做             | 幾原邦彦 伊神貴世                   | 幾原邦彦                                     | 五月女浩一朗               | 馬場充子 西位輝實                                            |
| 6TH STATION  |          | 被M聯繫的我與你            | 幾原邦彦 伊神貴世                   | 山崎                                         | 山崎                       | 石川智美                                                     |
| 7TH STATION  |          | 讓青蛙產卵的女人           | 幾原邦彦 伊神貴世                   | 松本淳                                       | 市村徹夫                   | 薗部子 加加美高浩                                            |
| 8TH STATION  |          | 即使妳的戀情是謊言，我依然 | 幾原邦彦 伊神貴世                   | 中村章子                                     | 福島利規                   | 田村正文 進藤優                                              |
| 9TH STATION  |          | 冰之世界                   | 幾原邦彦 伊神貴世                   | 武內宣之                                     | 武內宣之                   | 武內宣之                                                     |
| 10TH STATION |          | 只是因為喜歡               | 幾原邦彦 伊神貴世                   | 後藤圭二                                     | 後藤圭二                   | 後藤圭二                                                     |
| 11TH STATION |          | 你終於注意到了啊           | 幾原邦彦 伊神貴世                   | 幾原邦彦 金子伸吾 山崎                       | 山崎                       | 中村深雪 西位輝實                                            |
| 12TH STATION |          | 我們身處迴轉之輪           | 幾原邦彦 伊神貴世                   | 幾原邦彦 柴田勝紀                            | 柴田勝紀 中村章子          | 馬場充子 加加美高浩 中村章子                                 |
| 13TH STATION |          | 我與你的罪與罰             | 幾原邦彦 伊神貴世                   | 幾原邦彥 古川知宏                            | 市村徹夫                   | 西位輝實                                                     |
| 14TH STATION |          | 說謊的公主                 | 幾原邦彦 伊神貴世                   | 幾原邦彦 山崎                                | 山崎                       | 石井久美 中村深雪                                            |
| 15TH STATION |          | 拯救世界的人               | 幾原邦彦 伊神貴世                   | 幾原邦彦 柴田勝紀                            | 柴田勝紀                   | 楠本祐子 進藤優                                              |
| 16TH STATION |          | 未死去的男人               | 幾原邦彥 伊神貴世 金子伸吾 古川知宏 | 幾原邦彦 金子伸吾 古川知宏                   | 金子伸吾                   | 加加美高浩                                                   |
| 17TH STATION |          | 不被容許的人               | 幾原邦彥 伊神貴世                   | 幾原邦彦 中村章子 相澤昌弘                   | 中村章子 相澤昌弘          | 中村章子 相澤昌弘                                            |
| 18TH STATION |          | 所以希望你為了我而留存     | 幾原邦彥 伊神貴世                   | 山内重保                                     | 山内重保                   | 西位輝實                                                     |
| 19TH STATION |          | 我的命運之人               | 幾原邦彥 伊神貴世                   | 後藤圭二                                     | 後藤圭二                   | 後藤圭二 石井久美                                            |
| 20TH STATION |          | 謝謝你選擇了我             | 幾原邦彥 伊神貴世                   | 林明美                                       | 林明美                     | 林明美 桑名郁朗 楠本祐子                                     |
| 21ST STATION |          | 我們選擇的命運之門         | 幾原邦彥 伊神貴世                   | 幾原邦彦 古川知宏 山崎                       | 山崎                       | 中村深雪 進藤優 西位輝實（總）                               |
| 22ND STATION |          | 美麗之棺                   | 幾原邦彥 伊神貴世                   | 幾原邦彥 古川知宏 山崎 中村章子              | 市村徹夫                   | 加加美高浩 中村章子 中村深雪 西位輝實（輔助） 進藤優（輔助） |
| 23RD STATION |          | 命運所到之地               | 幾原邦彥 伊神貴世                   | 幾原邦彦 相澤昌弘 中村章子 古川知宏 柴田勝紀 | 相澤昌弘 中村章子 金子伸吾 | 相澤昌弘 石井久美 西位輝實 馬場充子 柴田勝紀（特效）         |
| 24TH STATION |          | 我愛你                     | 幾原邦彥 伊神貴世                   | 幾原邦彥 山崎 中村章子 古川知宏              | 幾原邦彥 山崎 中村章子     | 西位輝實 進藤優 中村章子 柴田勝紀（特效） 後藤圭二（特效）   |

## 播放电视台
| 放送地域   | 放送局            | 放送期間                 | 放送日時                   | 系列           | 備考   |
| ---------- | ----------------- | ------------------------ | -------------------------- | -------------- | ------ |
| 近畿廣域圏 | 毎日放送（MBS）   | 2011年7月7日 - 9月29日   | 星期四 26時10分 - 26時40分 | TBS系列        | 制作局 |
| 近畿廣域圏 | 毎日放送（MBS）   | 2011年10月6日 - 12月22日 | 星期四 26時00分 - 26時30分 | TBS系列        |        |
| 關東廣域圏 | TBS電視           | 2011年7月8日 - 12月23日  | 星期五 26時25分 - 26時55分 | TBS系列        |        |
| 愛知縣     | 愛知電視台（TVA） | 2011年7月12日 -          | 星期二 25時30分 - 26時00分 | 東京電視台系列 |        |
| 日本全域   | AT-X              | 2011年7月15日 -          | 星期五 23時00分 - 23時30分 | CS放送         |        |
| 日本全域   | BS11              | 2011年7月15日 -          | 星期五 23時30分 - 24時00分 | BS數碼放送     |        |
| 日本全域   | NICONICO動畫      | 2011年8月11日 -          | 星期四 24時30分 更新       | 網絡配信       |        |

## CD
| 單曲／專輯名稱 | 收錄曲 | 發售日期       | 貨品編號  |
| -------------- | --- | -------------- | --------- |
| 主題曲         | |                |           |
|                | 歌曲之off vocal版本 | 2011年10月5日  | KICM-3238 |
| DEAR FUTURE    | DEAR FUTURE DEAR FUTURE - Shinobu Narita DEAR FUTURE - , EMI K.Lynn DEAR FUTURE (remix by DJ JIMIHENDRIXXX(a.k.a.Keiichiro Shibuya)) feat.Yui Horie DEAR FUTURE - , EMI K.Lynn DEAR FUTURE (remix by kensuke ushio (agraph)) DEAR FUTURE feat.Yui Horie | 2011年8月31日  | KICM-3239 |
| 角色歌曲       | |                |           |
| [ 3 ]          | ROCK OVER JAPAN Private Girl HIDE and SEEK | 2011年12月21日 |           |

## 相關書籍

### 視覺書
- （幻冬舍）

2012年6月30日、ISBN 978-4-344-82539-0
- （幻冬舍）

2013年5月31日、ISBN 978-4-344-82743-1

### 小說
由幾原邦彦、高橋慶写的小说。封面插畫由制作。
| 冊數 | 幻冬舍         | 幻冬舍                 | 繆思出版     | 繆思出版               |
| 冊數 | 發售日期       | ISBN                   | 發售日期     | ISBN                   |
| ---- | -------------- | ---------------------- | ------------ | ---------------------- |
| 上   | 2011年7月4日   | ISBN 978-4-344-82254-2 | 2013年6月6日 | ISBN 978-986-602-648-5 |
| 中   | 2011年10月31日 | ISBN 978-4-344-82340-2 | 2013年7月4日 | ISBN 978-986-602-653-9 |
| 下   | 2012年2月29日  | ISBN 978-4-344-82409-6 | 2013年8月8日 | ISBN 978-986-602-656-0 |

### 導讀手冊
有着设定及访谈。和小説一样由幻冬舎发售。
- （幻冬舍）

2011年7月7日發售、ISBN 978-4-344-82272-6
- （幻冬舍）

2012年3月27日發售、ISBN 978-4-344-82436-2

### 漫畫
由柴田五十鈴改編漫畫化作品，於《Comic Birz》（幻冬舎）2013年7月号到2017年3月号期間進行連載。單行本全5卷。
| 冊數 | 幻冬舍         | 幻冬舍                 |
| 冊數 | 發售日期       | ISBN                   |
| ---- | -------------- | ---------------------- |
| 1    | 2014年9月24日  | ISBN 978-4-344-83192-6 |
| 2    | 2014年12月24日 | ISBN 978-4-344-83291-6 |
| 3    | 2015年10月24日 | ISBN 978-4-344-83541-2 |
| 4    | 2016年6月24日  | ISBN 978-4-344-83733-1 |
| 5    | 2017年4月24日  | ISBN 978-4-344-83974-8 |

## 脚注
1. ↑  . Comic Natalie.   [2021-03-31]. （原始内容存档于2021-06-11） （日语）.
2. ↑  .   [2011-08-19]. （原始内容存档于2011-08-24）.
3. ↑  .   [2011-12-02]. （原始内容存档于2021-06-11）.
4. ↑  . 幻冬舍Comics Net. 幻冬舍.   [2011-06-11]. （原始内容存档于2002-12-12）.
5. ↑  . 5069.   [2013-02-02]. （原始内容存档于2013-02-04）.